# Boulevard de la trahison
Pour plus de détails, voir Fiche technique et Distribution.
Boulevard de la trahison (Η λεοφώρος της προδοσίας, I Léoforos tis prodosias) est un film grec réalisé par Christos Kyriakopoulos et sorti en 1969.
C'est un film de propagande au service de la dictature des colonels. Le scénariste Níkos Fóskolos s'en est inspiré pour sa grande série télévisée (toujours de propagande) de 1971-1974 La Guerre inconnue.
Le film s'est classé 37e au box-office 1969-1970 avec 194 861 entrées

## Synopsis
Le major de l'armée grecque Alexandros Vergis (Giórgos Foúndas) réussit à s'évader de son camp de prisonniers en Albanie et à rentrer dans son pays. Cependant, un homme disant être le major de l'armée grecque Alexandros Vergis évadé d'un camp albanais est déjà rentré l'année précédente. Il travaille même pour le contre-espionnage grec et a épousé la nièce (Gelly Mavropoulou) du chef du contre-espionnage le général Gerakaris (Manos Katrakis). Il s'avère que les deux hommes sont des jumeaux dont l'un est au service de l'est et l'autre un patriote grec.

## Fiche technique
- Titre : Boulevard de la trahison
- Titre original : Η λεοφώρος της προδοσίας (I Léoforos tis prodosias)
- Réalisation : Christos Kyriakopoulos
- Scénario : Níkos Fóskolos
- Direction artistique :
- Décors :
- Costumes :
- Photographie : Pavlos Filippou
- Son :
- Montage : Pavlos Filippou
- Musique : Kostas Kapnisis (en)
- Production : Kyriakopoulos frères
- Pays d'origine :  Grèce
- Langue : grec
- Format : Noir et blanc
- Genre : Espionnage
- Durée : 105 minutes
- Dates de sortie : 1969

## Distribution
- Giórgos Foúndas
- Gelly Mavropoulou (el)
- Manos Katrakis
- Zoras Tsapelis
- Mitsos Lygizos (el)
- Giorgos Velentzas (en)
- Jenny Zaharopoulou